# Brax, Lot-et-Garonne

Brax este o comună în departamentul Lot-et-Garonne din sud-vestul Franței. În 2009 avea o populație de 1.805 de locuitori.

## Evoluția populației
| An        | 1975 | 1982  | 1990  | 1999  | 2006  | 2009  |
| --------- | ---- | ----- | ----- | ----- | ----- | ----- |
| Populație | 774  | 1.109 | 1.370 | 1.615 | 1.742 | 1.805 |